# St.-Martin-Kirche (Steinbergkirche)

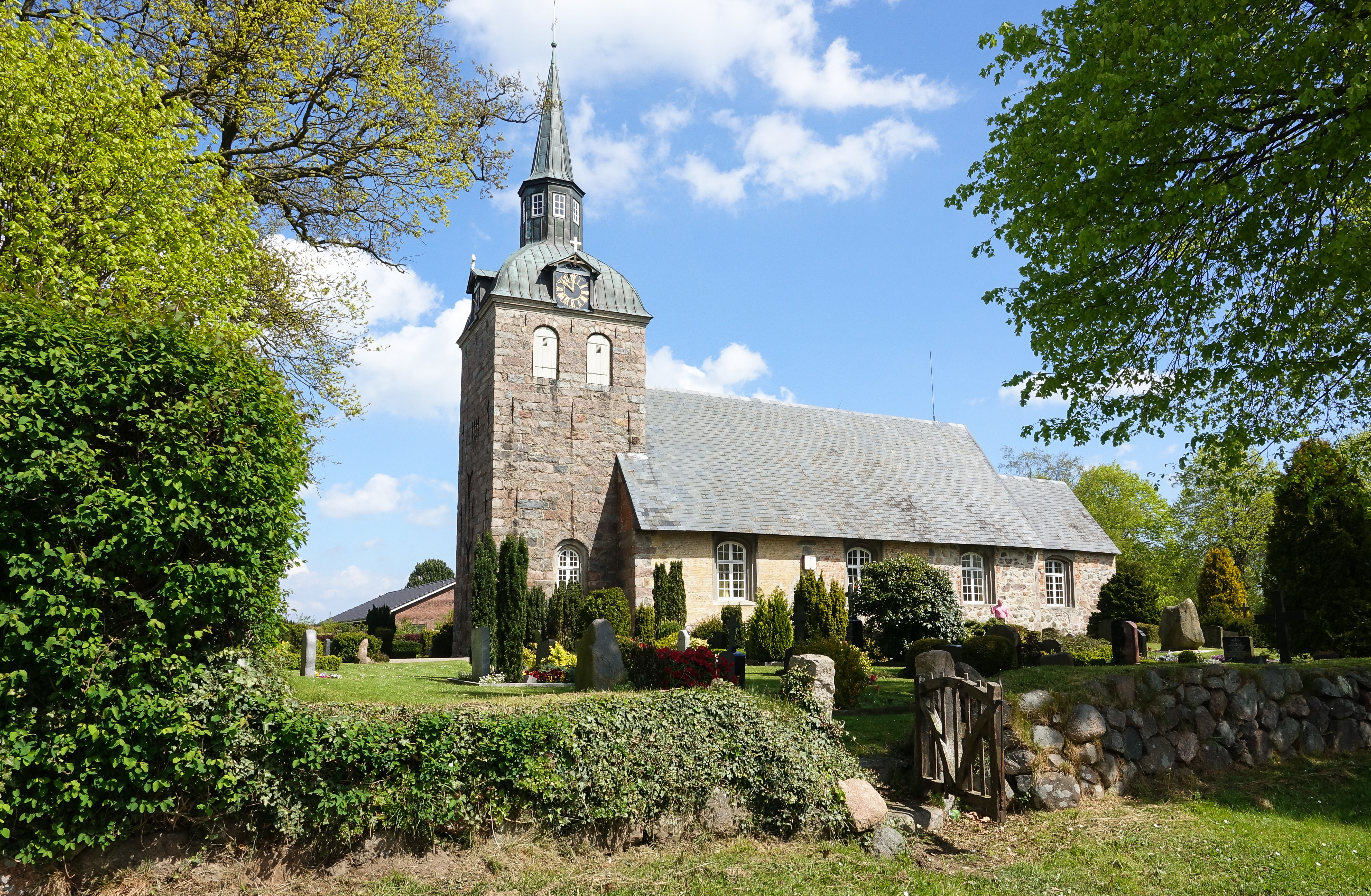
St.-Martin-Kirche von Süden mit Kirchhof

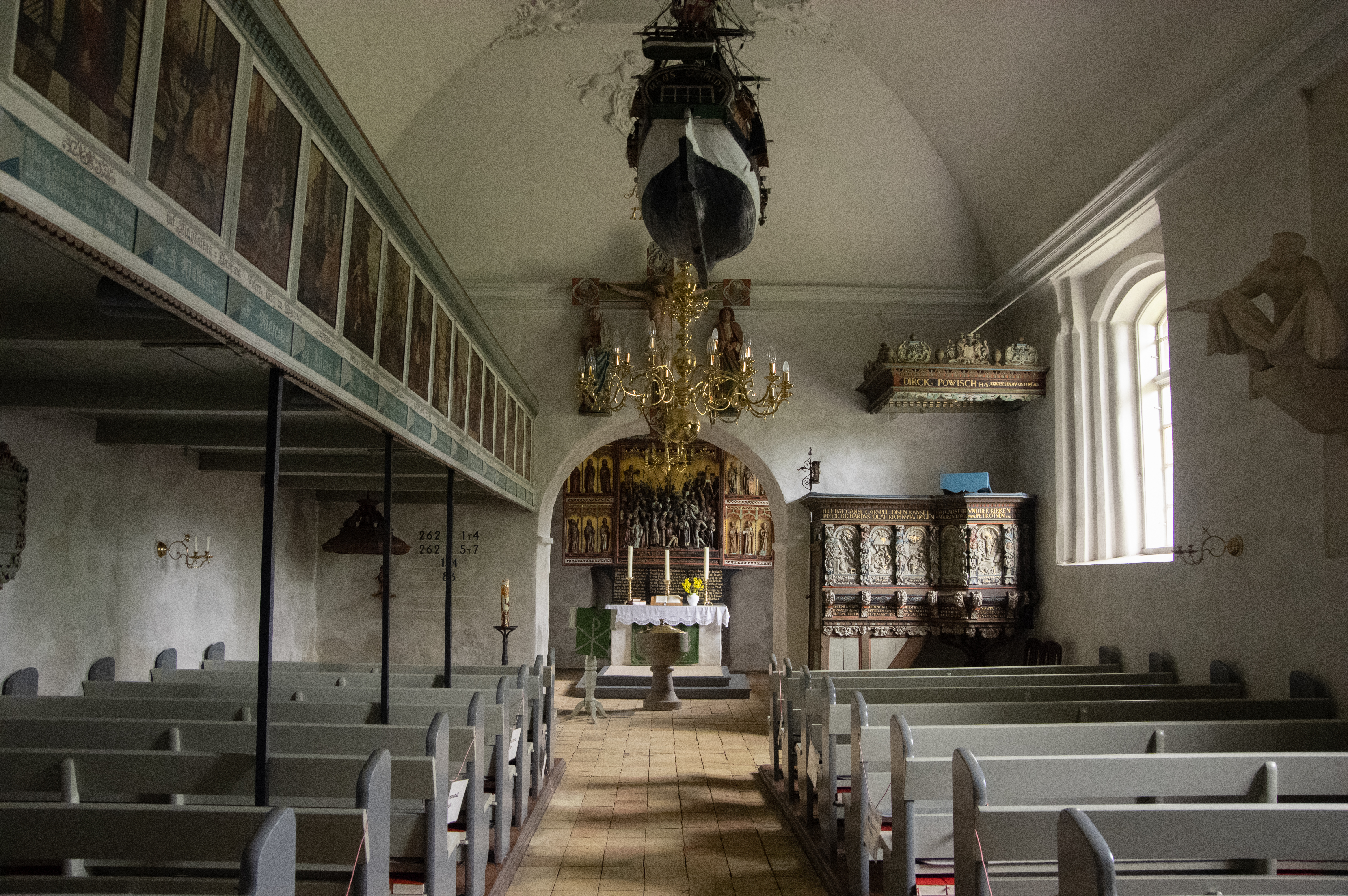
Innenraum

Die St.-Martin-Kirche in Steinbergkirche ist eine romanische Feldsteinkirche, die zur evangelisch-lutherischen Kirchengemeinde Nieharde gehört.

## Gemeinde
Die Kirche liegt in der Gintofter Straße 1 in Steinbergkirche. Am 1. Oktober 2021 fusionierte die Kirchengemeinde Steinbergkirche mit den Kirchengemeinden Esgrus, Quern-Neukirchen, Sörup, und Sterup zur Evangelisch-Lutherischen Kirchengemeinde Nieharde innerhalb des Kirchenkreises Schleswig-Flensburg.

## Bau und Ausstattung
Die Kirche mit dem Patrozinium des Martin von Tours wurde Ende des 12. Jahrhunderts errichtet. Die beim Ort Steinberg gebaute Kirche gab dem rund um die Kirche heranwachsenden Siedlungsbereich den neuen Namen „Steinbergkirche“. Die Kirche wurde in neuerer Zeit aus geschichtlichen, künstlerischen, städtebaulichen Gründen und als die Kulturlandschaft prägend unter Denkmalschutz gestellt und als Kulturdenkmal Steinbergkirches eingetragen. Dabei wurden auch Teile der Kirchenausstattung sowie der Kirchhof mit den zugehörigen Kirchhofspforten, der Feldsteinmauer, der Lindenreihe und den Grabmalen bis 1870 unter Denkmalschutz gestellt.

### Bau
Der Kirchenbau bestand zunächst aus einem langgestreckten Kirchenschiff und einem Kastenchor. Die Rundbogenfenster des Chores sowie das romanische Nordportal wurden später zugemauert. Der enge romanische Chorbogen hat sich erhalten, ebenfalls die gotische Einwölbung des Chores.
Im späten 13. oder erst im 14. Jahrhundert wurde das Kirchenschiff ein erstes Mal mit Backsteinen nach Westen hin verlängert. Zudem wurden dem Kirchenbau neue, gegenüberliegende Portale hinzugefügt. Das gotische Nordportal wurde 1738 durch ein Vorhaus ergänzt. 1753 wurde das Kirchenschiff ein zweites Mal mit Backsteinen nach Westen hin verlängert. Gleichzeitig erhielt die Kirche auf der Westseite einen abschließenden Glockenturm. Im Inneren wurde 1765/66 die mittelalterliche Flachdecke im Kirchenschiff durch ein hohes hölzernes Muldengewölbe ersetzt.
Die Glocken hingen zunächst in einem hölzernen Glockenturm. Der Turm mit seiner Granitverblendung, seiner geschweiften Haube und seiner Laterne entstand 1753 nach dem Vorbild der Adelbyer Kirche.
Um 1880 wurde die Kirche offenbar vollständig verputzt. Dieser Putz wurde 1999 wieder entfernt. Durch das freigelegte Mauerwerk ist die Aufbaugeschichte der Kirche heute gut nachvollziehbar.

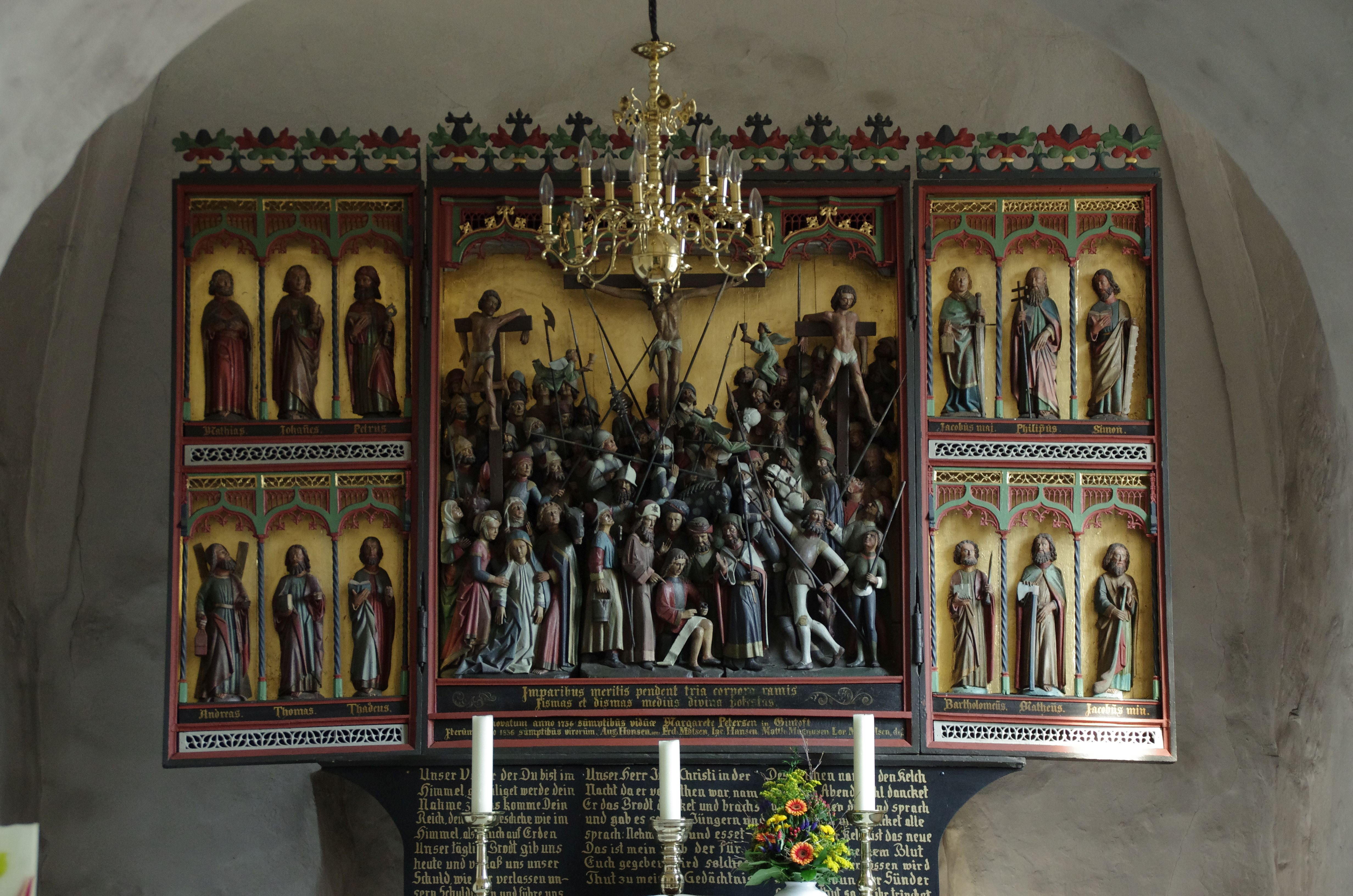
Das Altarretabel der Kirche

### Ausstattung
Ältestes Ausstattungsstück ist die schlichte gotländische Kalksteintaufe aus dem 13. Jahrhundert. In die Chorwand eingebaut ist ein Sakramentsschrank.
Das Altarretabel wurde um 1480–90 geschnitzt. Der Sage nach soll es für eine Flensburger Kirche bestimmt gewesen sein, als jedoch der Schiffer, der es transportierte, in Seenot geriet, gelobte er, dass es dort aufgestellt werden solle, wo er sicher an Land gelangte. So kam das Retabel nach Steinberg. Die Darstellung im Mittelschrein zeigt die Kreuzigung Jesu im Typus des im Spätmittelalter populären volkreichen Kalvarienbergs mit insgesamt 75 Personen mit fünf Pferden unter den Kreuzen auf Golgota. Im linken und im rechten Altarflügel stehen die zwölf Apostel. In der Predella stehen seit der Barockzeit das Vaterunser und Einsetzungsworte für das Abendmahl.

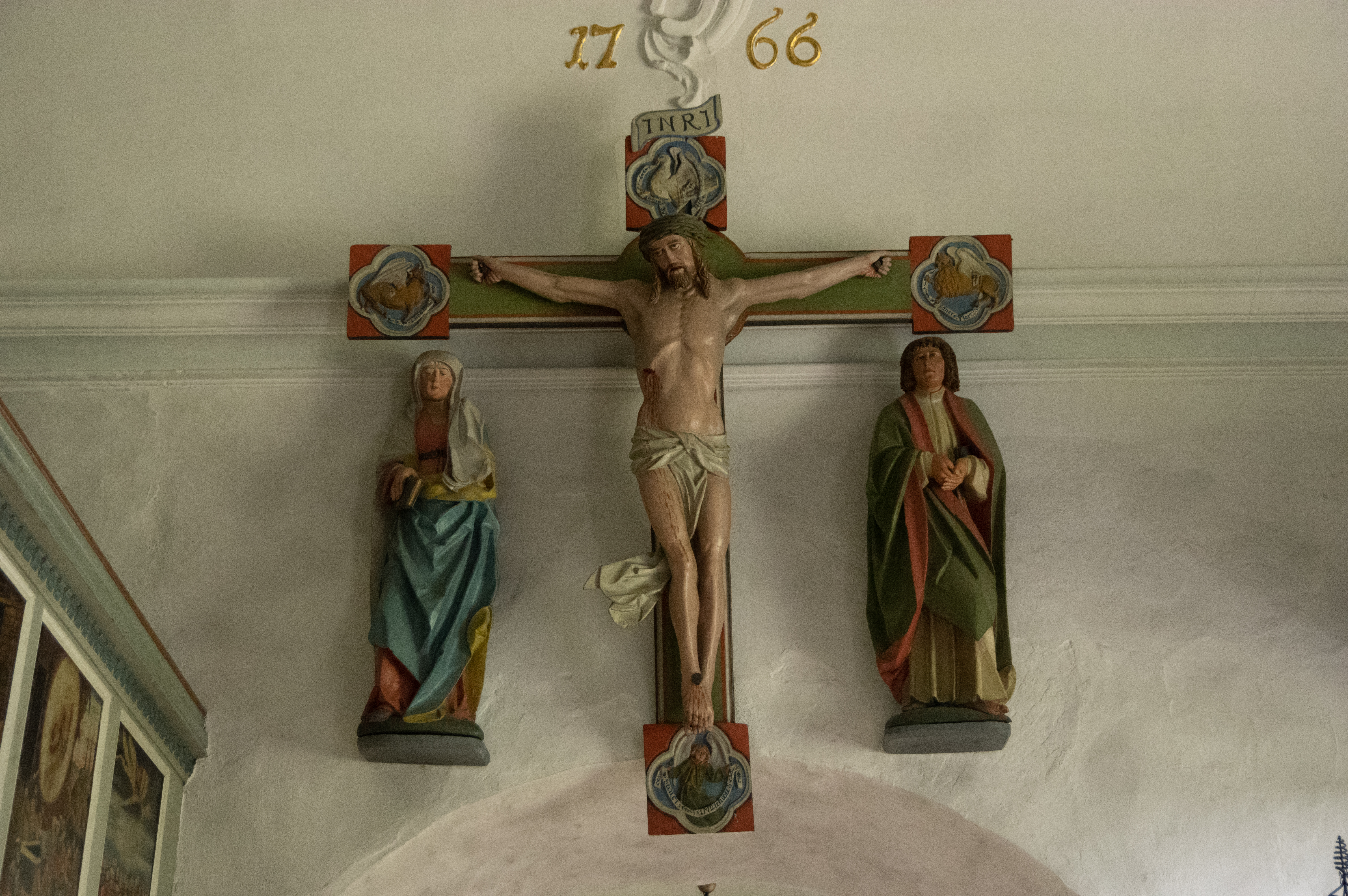
Triumphkreuz

Die Triumphkreuzgruppe über dem Chorbogen stammt aus dem Zeitraum 1520–1530 und wird dem Umkreis des Lübecker Meisters Claus Berg zugeschrieben. Eine fast identische Kreuzgruppe befindet sich in der St.-Nikolaus-Kirche in Klixbüll. Die Kreuzenden enthalten die Evangelistensymbole. Die offenen Augen erhielt die Christusfigur wohl erst bei einer Erneuerung der Bemalung im 19. Jahrhundert.

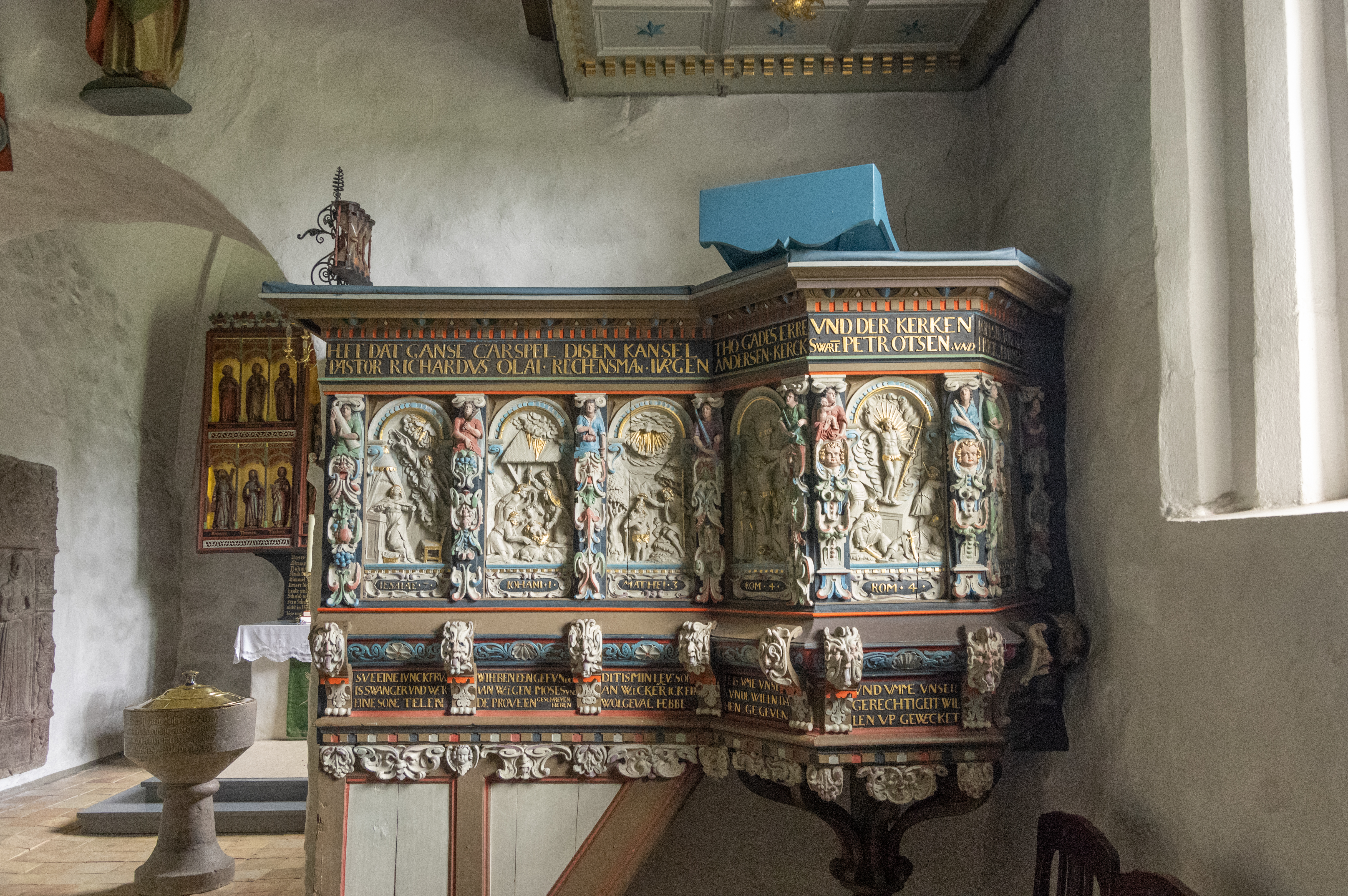
Kanzel

Die Spät-Renaissance-Kanzel mit ihrem Knorpelwerk rechts vom Chorbogen stammt aus dem Jahr 1640. Die Reliefs der Brüstung zeigen Szenen aus dem Leben Jesu, erläutert durch niederdeutsche Bibelverse. Die Ecken sind mit Hermenpilastern und grotesken Masken geschmückt.

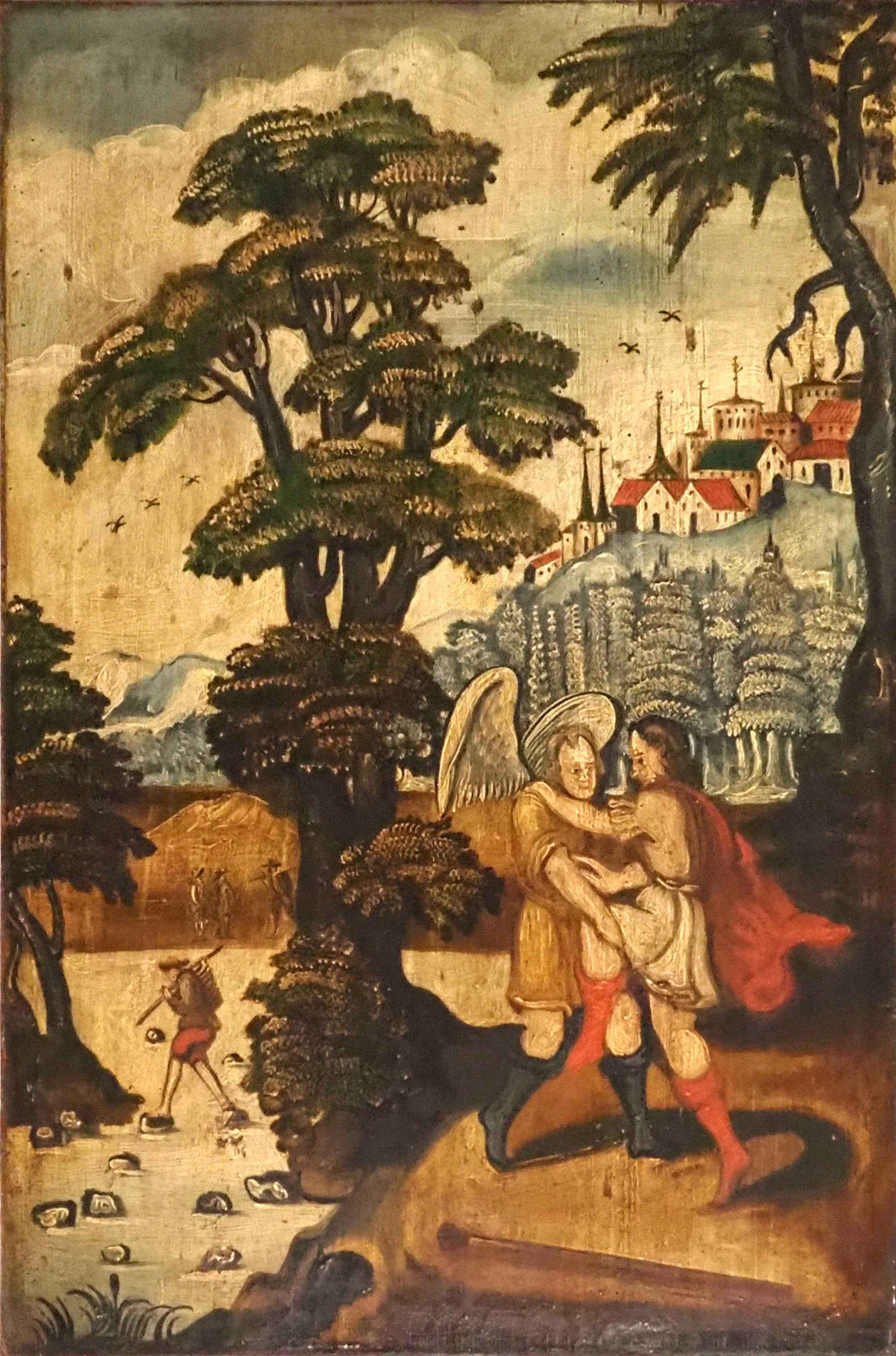
Emporenmalerei

Die 1696 eingebaute Nordempore erhielt 1740 23 Brüstungsbilder mit Geschichten der Bibel, gemalt von Hans Heinrich Nissen aus Arnis, der als Vorlage die Stiche der Merianbibel verwendete. Jedem Bild ist eine Schriftstelle des Alten und des Neuen Testamentes zugeordnet. 
Das Votivschiff wurde der Kirche 1840 gestiftet (vgl. Schiffsmodelle in Kirchen).
Die Kirchenorgel wurde 1881 von der Werkstatt Marcussen & Søn, Apenrade hergestellt.